# Aleksa Brđović
Aleksa Brđović (ur. 29 lipca 1993 w Belgradzie) – serbski siatkarz, reprezentant Serbii, grający na pozycji rozgrywającego. Jego ojciec Dejan Brđović był siatkarzem i trenerem oraz młodsza siostra Aleksandra była siatkarką. W 2017 roku badania wykazały mu arytmię serca.

## Jako siatkarz

### Sukcesy klubowe
Liga serbska:
- 2013

Liga polska:
- 2014
- 2015

Superpuchar Polski:
- 2014

Puchar CEV:
- 2016

### Sukcesy reprezentacyjne
Mistrzostwa Świata U-23:
- 2013

Liga Światowa:
- 2016

## Jako trener

### Sukcesy klubowe
Mistrzostwo Serbii:
- 2025[2]
- 2023[3]

Puchar Serbii:
- 2025[4]